# Arhopala elsiei
Arhopala elsiei är en fjärilsart som beskrevs av Evans 1925. Arhopala elsiei ingår i släktet Arhopala och familjen juvelvingar. Inga underarter finns listade i Catalogue of Life.